# Alberto Errera

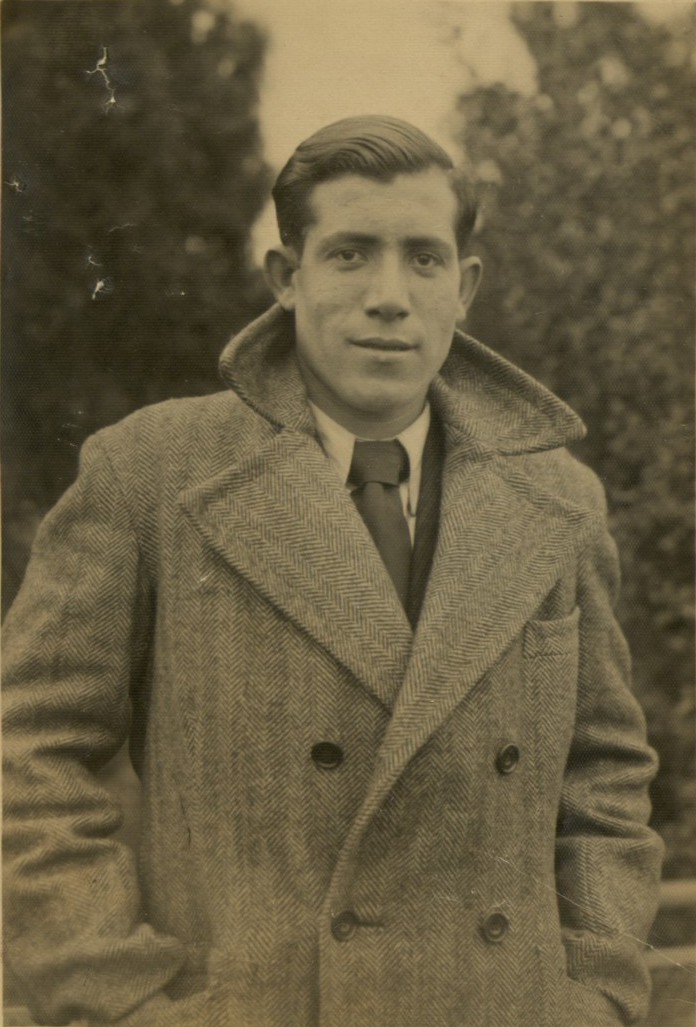
Fotografía de Alberto Errera de la colección del Museo Judío de Grecia.

Alberto Israel Errera (en griego: Αλβέρτος Ερρέρα) (15 de enero de 1913, Salónica, Grecia - agosto de 1944, Auschwitz, Polonia) fue un oficial griego judío y miembro de la resistencia antinazi. Fue miembro del Sonderkommando de Auschwitz-Birkenau de mayo a agosto de 1944.
Está considerado el autor de las fotografías del Sonderkommando.

## Biografía
Antes de la guerra, Alberto Errera era un soldado en el ejército helénico. Fue ascendido a oficial y logró el rango de capitán. Se casó con una mujer llamada Matthildi, de Larissa, y se estableció en Larissa, donde tenía un supermercado. Se unió a los partisanos, el Ejército Popular de Liberación de Grecia, durante la ocupación alemana de Grecia como proveedor de alimentos. Tomó el nombre cristiano Alex (Alekos) Michaelides o, según su sobrino, Alexandros Alexandris. En la noche del 24 de marzo de 1944, fue arrestado por los alemanes en Larissa, como parte de un grupo de 225 judíos, y fue apresado en el campo de Haidari, en Atenas. Pero, según su sobrino, no fue capturado por judío, sino por izquierdista. Fue deportado de Atenas el 2 de abril y llegó a Auschwitz el 11 de abril. En ese momento fue uno de los 320 griegos (números de serie asignados de 182.440 a 182.759) seleccionados para la mano de obra. Su número era el 182.552. Se le asignó el trabajo de Heizer del Sonderkommando asignado al Crematorio V de Birkenau. Alter Fajnzylberg habla sobre su constitución atlética y Leon Cohen describe su fuerza inusual.
Según Izack Cohen, que trabajó en Kanada Kommando de Auschwitz, Errera era el líder del grupo de resistencia griego en el Crematorio V. Intentó reclutar a Izack Cohen en el grupo de resistencia.
A través del testimonio de Alter Fajnzylberg, sabemos que fue Errera quien tomó las famosas "fotografías al Sonderkommando" a principios de agosto de 1944, con la ayuda de Dawid Szmulewski, un miembro de la resistencia y de otros tres miembros del Sonderkommando, Dragón Szlama, su hermano y Alter Fajnzylberg, que vigilaban.
El 9 de agosto de 1944, se dirigieron al río Vístula a tirar las cenizas de los ejecutados. Él atacó a dos guardias de las SS con una pala y nadó por el río hasta llegar al otro lado, pero fue localizado por los alemanes, torturado y ejecutado. Su cuerpo fue exhibido para que otros reclusos no intentasen escapar.
Errera fue premiado por el gobierno griego en la década de 1980 por su contribución a la resistencia griega durante la Segunda Guerra Mundial.

## Fotografías delSonderkommando
Durante muchos años, el autor de las fotografías del Sonderkommando no fue identificado. Fueron consideradas anónimas o atribuidas a Dawid Szmulewski, incluso cuando él había mencionado a un judío griego llamado Alex. La historia de estas fotos fue registrada por Alter Fajnzylberg en sus escritos en los cuales él evoca la figura de un judío griego llamado Alex (aunque olvidó el apellido). En mayo de 1978, Fajnzylberg respondió a una carta del Museo de Auschwitz-Birkenau sobre las fotografías. Él escribió:

Era Alex de Grecia, aunque no recuerdo su nombre, quien tomó las fotografías. Él murió durante un escape durante el transporte de cenizas de personas incineradas. Estas cenizas eran arrojadas regularmente al Sola o al Vístula. Alex desarmó a dos escoltas de las SS y tiró sus fusiles al Vístula. Él murió durante la persecución. Yo no recuerdo donde fueron enterradas la cámara y otros documentos porque fue Alex quien se encargó de este trabajo.

Sin embargo, en sus diarios, escritos inmediatamente después de la guerra, Fajnzylberg menciona el intento de fuga de un judío griego llamado Aleko Errera. Este escape impactó en sus mentes y fue contado por varios testigos supervivientes: Errikos Sevillias, Shlomo Venezia, Leon Cohen, Marcel Nadjary, Dr. Miklos Nyiszli, Alter Fajnzylberg, Henryk Mandelbaum, Albert Menasche y Daniel Bennahmias.